# Broadway Cyclecar
Die Broadway Cyclecar Company Ltd. war ein britischer Hersteller von Cyclecars, der in Coventry ansässig war.
1913 stellten sie ein vierrädriges Cyclecar her, das von einem luftgekühlten V2-Motor angetrieben wurde, der von Fafnir zugeliefert wurde. Die Motorkraft wurde über ein Zweiganggetriebe und Riemen an die Hinterräder weitergeleitet. Der Wagen kostete £ 80.

## Quelle
- Nick Georgano (Hrsg.): Beaulieu Encyclopedia of the Automobile. HMSO, London 2000, ISBN 1-57958-293-1.